# Ricciardia de Saluces
Ricciardia de Saluces (1410 - 16 août 1474, Ferrare) est une aristocrate italienne. Elle est la fille du marquis Thomas III de Saluces et de Marguerite de Pierrepont, fille d'Hugues II de Pierrepont, comte de Roncy et Braine.
En 1429, elle devient la troisième épouse de Nicolas III d'Este, après Gigliola da Carrara et Parisina Malatesta. Ils ont deux enfants :
- Hercule (1431-1505), futur duc de Ferrare ;
- Sigismond (1433-1507), seigneur de San Martino in Rio.

Après la mort de Nicolas en 1441, Hercule, âgé de dix ans, doit en théorie lui succéder, étant son fils aîné légitime. Cependant, son père laisse le titre à son fils illégitime Lionel , qui exile Ricciardia et ses fils à Naples. Lionel règne neuf ans, et laisse le pouvoir à son frère Borso, qui règne encore vingt-et-un ans. Les alliances nouées par Ricciarda lui permettent, à la mort de Borso, de faire nommer Hercule duc de Ferrare .

## Crédit d'auteurs
- (en) Cet article est partiellement ou en totalité issu de l’article de Wikipédia en anglais intitulé « Ricciarda of Saluzzo » (voir la liste des auteurs).